# Ідеально жорсткий надпровідник
Ідеально жорсткий надпровідник (англ. Ideally hard superconductor) є ідеалізованим надпровідником II-го роду з безмежно великою силою пінінгу (або густиною критичного струму). У зовнішньому магнітному полі він поводить себе як ідеальний діамагнетик, якщо поле вмикається коли надпровідник вже перебуває у надпровідному стані (так званий режим «охолодження в нульовому полі» (ОНП). Однак при охолодженні у ненульовому полі, ідеально жорсткий надпровідник ідеально екранує не саме поле а тільки його зміну. Ідеально жосткий надпровідник є хорошим наближенням для плавлено-текстурованих високотемпературних надпровідників (ВТНП), що використовуються у великомасштабних ВТНП-конструкціях, таких як накопичувачі енергії, надпровідні підшипники, мотори, потяги з магнітною левітацією (Маглев) тощо.